# 咒術迴戰 雙華亂舞
《咒術迴戰 雙華亂舞》是一款改编自《咒術迴戰》的格鬥遊戲。预定于2024年2月1日在PlayStation 4、PlayStation 5、任天堂Switch、Xbox One和Xbox Series X/S平台发行，而Microsoft Windows则于2月2日发行。

## 游戏玩法
本作采用2对2的对战玩法，预计将拥有超过15名可操控角色。

## 开发与发行
2023年7月3日，万代南梦宫娱乐宣布将推出《咒術迴戰》的首款主机游戏，并由MAPPA担任绘制游戏视觉图。同年10月12日，日本发行商万代南梦宫娱乐宣布将于2024年2月1日发行PlayStation 4、PlayStation 5、任天堂Switch、Xbox One和Xbox Series X/S版，而2月2日则发行Microsoft Windows版。

## 外部連結
- 官方网站